# Schloßberg (Gemeinde Wald)
Schloßberg ist eine Rotte im Oberpinzgau, dem hinteren Salzachtal im Land Salzburg, und liegt in der Ortschaft Vorderkrimml, Gemeinde Wald im Pinzgau im Bezirk Zell am See/Pinzgau.
Unter Geologen ist der Ort als Fundstelle des Vorderkrimmler Flussspat bekannt.

## Geographie
Zur Ortschaft gehört auch die Schloßberg, westlich des Dorfs. Sie liegt auf um die 950 m ü. A. unterhalb der Nösslachwand (auch Nößlingerwand 1519 m ü. A. ⊙).
Zum Schloßberg gehört auch das Wirtshaus Falkenstein (1961 m ü. A.) am Wanderweg Bhf. Krimml – Nößlachwand – Hochkrimml oder Gerlos.
Nachbarorte:
| Königsleiten                  | Hinterwaldberg                              |                |
|                               | Kompassrose, die auf Nachbargemeinden zeigt | Vorderkrimml   |

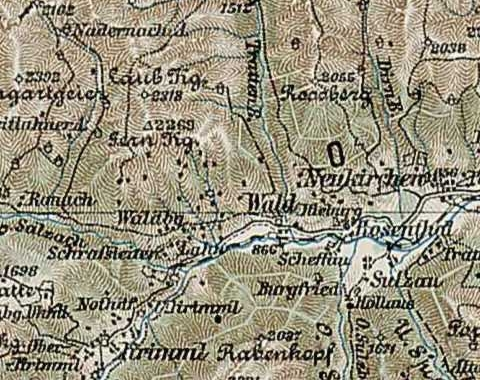
„Wald“. Franzisco-Josephinische Landesaufnahme, Blatt 30–47 Bruneck, um 1900
Schloßberg unbeschriftet zwischen „Schraßleiten“ und „U(nter-)Krimml“

| Unterkrimml (Gemeinde Krimml) |                                             | Bahnhof Krimml |

## Geschichte
Der Name leitet sich von einer alten Passfeste ab, vielleicht das abgegangene Burgeck der Grafen von Falkenstein zu Kaprun.

## Tourismus und Sehenswürdigkeiten
Sehenswert sind Fluorit-Schaustollen und Kalkofen, ein besonderes Vorkommen von Fluorit und ein historischer Brennofen
Der Arnoweg läuft durch diesen Ort, nachdem er von Krimml über Falkenstein heraufgeführt hat. Er quert dann über Orgler die Salzach und läuft nach Hinterwaldberg weiter.